# Live at the Astoria
Live at the Astoria — це відеозапис виступу британського рок-гурту Radiohead, який відбувся 27 травня 1994 року, у концертному залі Astoria. 
Цей запис було видано на VHS у 1995 році, а через десять років перевидано на DVD.

## Треклист
1. You (3:48)
2. Bones (3:08)
3. Ripcord (3:17)
4. Black Star (3:44)
5. Creep (4:10)
6. The Bends (3:56)
7. My Iron Lung (5:06)
8. Prove Yourself (2:24)
9. Maquiladora (3:16)
10. Vegetable (3:14)
11. Fake Plastic Trees (4:29)
12. Just (3:43)
13. Stop Whispering (5:16)
14. Anyone Can Play Guitar (4:16)
15. Street Spirit (Fade Out) (4:24)
16. Pop Is Dead (2:22)
17. Blow Out (6:14)

## Персоналії
Всі пісні написані Radiohead.
- Том Йорк — вокал, гітара
- Джонні Грінвуд — гітара
- Колін Грінвуд — бас-гітара
- Ед О'Браєн — гітара, бек-вокал
- Філ Селвей — барабани
- Діанна Сванн — клавішні на «Street Spirit (Fade Out)»
- Джим Уоррен — зведення
- Бретт Тернбулл — режисер
- Сара Бейлісс — продюсер
- Стенлі Донвуд і The White Chocolate Farm — дизайн